# العلاقات الأنغولية الأرجنتينية
العلاقات الأنغولية الأرجنتينية هي العلاقات الثنائية التي تجمع بين أنغولا والأرجنتين.

## مقارنة بين البلدين
هذه مقارنة عامة ومرجعية للدولتين:
| وجه المقارنة                                              | أنغولا           | الأرجنتين                                               |
| --------------------------------------------------------- | ---------------- | ------------------------------------------------------- |
| المساحة (كم2)                                             | 1.25 مليون       | 2.78 مليون                                              |
| عدد السكان (نسمة)                                         | 29.78 مليون      | 44.27 مليون                                             |
| الكثافة السكانية (ن./كم²)                                 | 23.82            | 15.92                                                   |
| العاصمة                                                   | لواندا           | بوينس آيرس                                              |
| اللغة الرسمية                                             | اللغة البرتغالية | اللغة الإسبانية                                         |
| العملة                                                    | كوانزا أنغولي    | البيزو الأرجنتيني 1983 ‏، بيزو أرجنتيني، أسترال أرجنتيني |
| الناتج المحلي الإجمالي (بليون دولار)                      | 124.21 مليار     | 637.59 مليار                                            |
| الناتج المحلي الإجمالي (تعادل القوة الشرائية) بليون دولار | 184.83 مليار     | 883.02 مليار                                            |
| الناتج المحلي الإجمالي الاسمي للفرد دولار أمريكي          | 4.10 ألف         | 13.43 ألف                                               |
| الناتج المحلي الإجمالي للفرد دولار أمريكي                 |                  |                                                         |
| مؤشر التنمية البشرية                                      | 0.533            | 0.827                                                   |
| رمز المكالمات الدولي                                      | +244             | +54                                                     |
| رمز الإنترنت                                              | .ao              | .ar                                                     |
| المنطقة الزمنية                                           | ت ع م+01:00      | 00                                                      |

## منظمات دولية مشتركة
يشترك البلدان في عضوية مجموعة من المنظمات الدولية، منها:
| علم المنظمة | اسم المنظمة                        | تاريخ انضمام أنغولا | تاريخ انضمام الأرجنتين |
| ----------- | ---------------------------------- | ------------------- | ---------------------- |
|             | البنك الإفريقي للتنمية             | ?                   | ?                      |
|             | منظمة الشرطة الجنائية الدولية      | ?                   | ?                      |
|             | منظمة التجارة العالمية             | ?                   | ?                      |
|             | منظمة حظر الأسلحة الكيميائية       | ?                   | ?                      |
|             | مؤسسة التمويل الدولية              | 19 سبتمبر 1989      | 13 أكتوبر 1959         |
|             | يونسكو                             | 11 مارس 1977        | 15 سبتمبر 1948         |
|             | البنك الدولي للإنشاء والتعمير      | 19 سبتمبر 1989      | 20 سبتمبر 1956         |
|             | مؤسسة التنمية الدولية              | 19 سبتمبر 1989      | 3 أغسطس 1962           |
|             | الأمم المتحدة                      | 1 ديسمبر 1976       | 24 أكتوبر 1945         |
|             | وكالة ضمان الاستثمار متعدد الأطراف | 19 سبتمبر 1989      | 11 فبراير 1992         |
|             | الاتحاد الدولي للاتصالات           | 13 أكتوبر 1976      | 1889                   |
|             | الاتحاد البريدي العالمي            | ?                   | ?                      |

## وصلات خارجية
- موقع وزارة الخارجية الأنغولية
- موقع وزارة الخارجية الأرجنتينية